# تشيستر ك. بولتون
تشيستر ك. بولتون (بالإنجليزية: Chester C. Bolton)‏ هو سياسي أمريكي، ولد في 5 سبتمبر 1882 بكليفلاند في الولايات المتحدة، وتوفي بنفس المكان في 29 أكتوبر 1939. حزبياً، نشط في الحزب الجمهوري. انتخب عضو مجلس النواب الأمريكي.